# St. Marien (Schlüsselfeld)

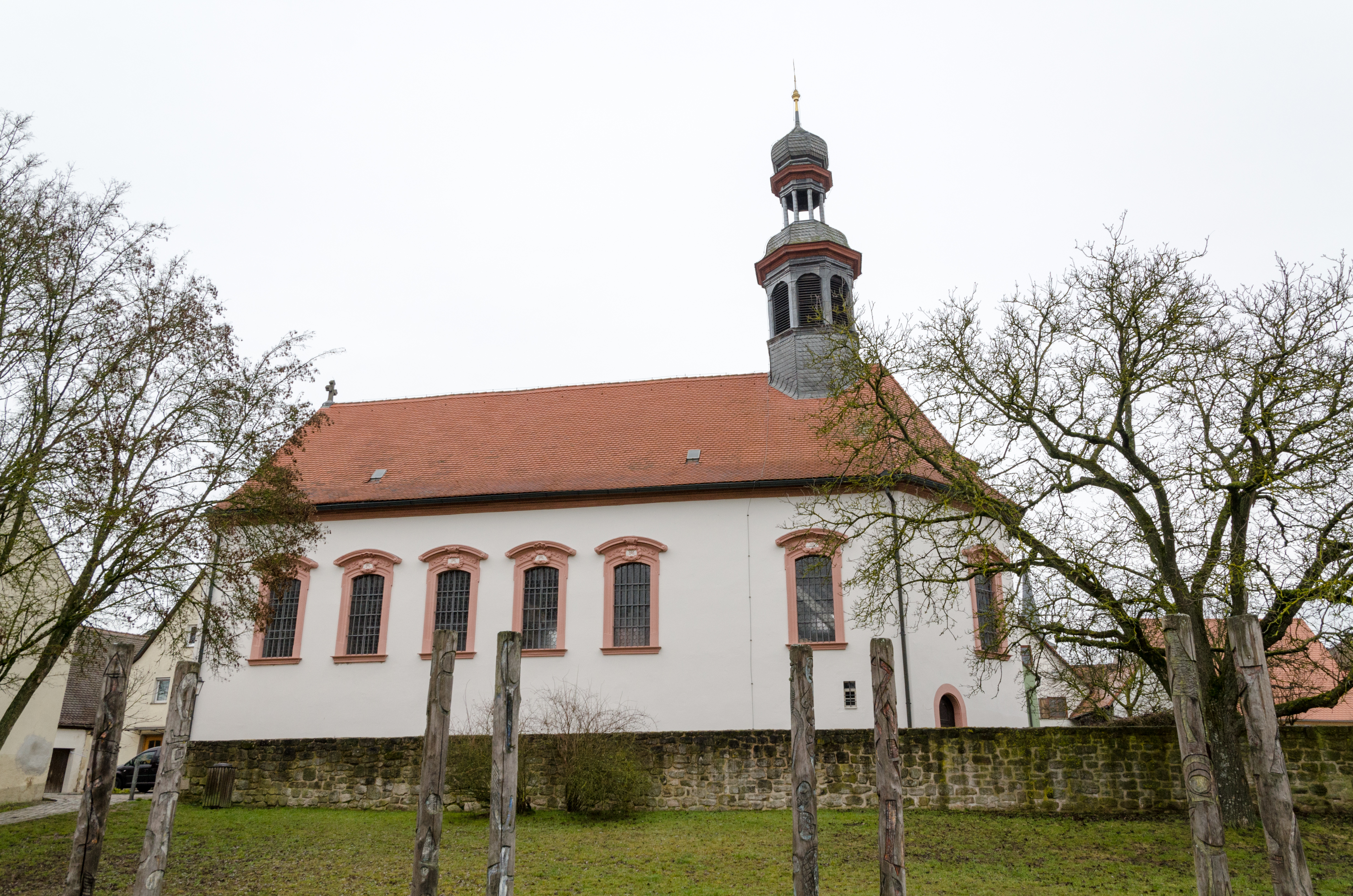
St. Marien (Schlüsselfeld)

Die römisch-katholische, denkmalgeschützte Kapelle St. Maria befindet sich in der Stadt Schlüsselfeld im Landkreis Bamberg (Oberfranken, Bayern). Die Kirche ist unter der Denkmalnummer D-4-71-220-12 als Baudenkmal in der Bayerischen Denkmalliste eingetragen.

## Beschreibung
Die ehemalige Vierzehn-Nothelfer-Kirche wurde 1724/25 nach einem Entwurf von Balthasar Neumann umgebaut. Die Saalkirche besteht aus einem Langhaus und einem eingezogenen, dreiseitig geschlossenen Chor im Osten. Aus dem Satteldach, das das Langhaus und den Chor gemeinsam bedeckt, erhebt sich über dem Chor ein achteckiger, schiefergedeckter Dachreiter, der mit einer Welschen Haube bedeckt ist. Über dem Portal prangt das Wappen von Christoph Franz von Hutten. Davor stehen die Statuen der Immaculata und des heiligen Johannes Nepomuk. Der Stuck an der Flachdecke des Innenraums des Langhauses stammt von Johann Jakob Vogel. Der Hochaltar ist eine Kopie eines Altars in Mariazell von Johann Bernhard Fischer von Erlach. Die Orgel mit 13 Registern, 2 Manualen und einem Pedal wurde 1979 von der Orgelbau Eisenbarth errichtet.